# Ping pong (album Kory)
Ping pong – pierwszy solowy album z premierowym materiałem wokalistki zespołu Maanam, Kory. Wydany po rozpadzie tego zespołu, który nastąpił w grudniu 2008. Album trafił na rynek najpierw 10 listopada 2011 w specjalnej limitowanej edycji sprzedawanej wyłącznie w salonach prasowych Relay oraz Inmedio, a od 29 listopada dostępny był również w standardowej digipackowej wersji we wszystkich sklepach muzycznych, z lekko zmodyfikowaną zawartością.

## Historia
Po rozpadzie Maanamu Kora szukała swojego brzmienia, czego efektem były sporadycznie publikowane aż do 2010 premierowe nagrania. Ostatecznie postawiła na rockową stylistykę. Po zerwaniu współpracy z dotychczasowym głównym kompozytorem Maanamu, Markiem Jackowskim i w trakcie wspomnianych eksperymentów muzycznych, kompozycje na nowy album Kory zaczął tworzyć gitarzysta Mateusz Waśkiewicz. W 2008 zastąpił on Jackowskiego w Maanamie, gdy ten uległ wypadkowi i musiał opuścić zespół. Ostateczny skład, który nagrał ten album, uformował się w 2010. Obok Kory i Waśkiewicza uzupełnili go gitarzysta Krzysztof Skarżyński oraz weterani „nowej fali” lat 80., basista Marcin Ciempiel oraz perkusista Chris Aiken.
W 2011 na producenta swojej płyty Kora wybrała początkowo Neila Blacka, z którym pracowała nad tak słynnymi płytami Maanamu z lat 80., jak Nocny patrol czy Mental Cut. Black nie mógł jednak podjąć się tego zadania w tym samym roku, dlatego po rozmowach z kilkoma polskimi producentami, artystka zdecydowała się na Rafała Paczkowskiego, który jako jedyny zgodził się na rockowe, gitarowe brzmienie.
Na potrzeby standardowej wersji albumu do nagrania utworów „Radiowa fala” i „Czarna żmija” zaproszono Bodka Pezdę, który dograł całkiem nowe partie klawiszy.
Rok po premierze ukazała się dwupłytowa edycja tego albumu Ping pong – Małe wolności, zawierająca dodatkową płytę z remiksami wszystkich piosenek, autorstwa uznanych DJ-ów z całej Europy.

## Single
W październiku 2011 w Radiu Zet odbyła się premiera singla „Ping pong”, pierwszego pochodzącego bezpośrednio z tej płyty. Wzbudził on kontrowersje ze względu na tekst oparty na wierszu Józefa Kurylaka „Bicie mojego serca”, poruszającego temat walki boga z szatanem. W styczniu 2012 do rozgłośni radiowych trafił drugi singiel, „Przepis na szczęście”. W maju tego samego roku promowano ostatni singiel, balladę „Strefa ciszy”. Dopiero do tego utworu zrealizowano jedyny oficjalny teledysk promujący album, a jego premiera odbyła się we wrześniu 2013, niemal dwa lata po premierze całej płyty.

## Recenzje
Marek Świrkowicz z miesięcznika „Teraz Rock” uznał powrót Kory na tym albumie do klasycznego, gitarowego rocka za strzał w sam środek muzycznej tarczy, stwierdzając że nowe kompozycje z pewnością przypadną do gustu fanom Maanamu: Takie rzeczy, jak energetyczny utwór tytułowy, znakomity „Nie jestem biała i nie jestem czarna” czy wielowątkowy, okraszony porywającym refrenem „Przepis na szczęście” z miejsca przywołują echa największych hitów grupy. Wskazał także na przywoływanie cytatów z twórczości Maanamu i pochwalił różnorodność rockowych wpływów: Nie brak nawet bezpośrednich aluzji – riff na początku „Nie jestem biała...” do złudzenia przypomina „Paranoję”, zaś recytowana zwrotka „Przepisu...” to przecież patent doskonale znany z „Luccioli”. To jednak tylko puszczanie oka do słuchacza, a maanamowe tropy zostały zgrabnie wymieszane z innymi inspiracjami. „Przepis na szczęście” zaskakuje bardzo floydowską gitarą, śliczna ballada „Strefa ciszy” ma w sobie coś z ducha rocka progresywnego lat 70., „Jak narkotyk” zaczyna się niczym brytyjski kawałek indierockowy, zaś kończący zestaw „Jedno słowo wszystko zmienia” skręca chwilami w stronę amerykańskiego grania z okolic country. Pozytywnie ocenił też producenta płyty, który zestawił rockowe nagrania z kilkoma spokojniejszymi, poprockowymi utworami, które mogłyby trafić na płyty Maanamu z lat 90.: Z jednej strony bywa rockowo i zadziornie, z drugiej zaś „radiowa” produkcja Rafała Paczkowskiego wygładza zbyt ostre kanty. Kora nie ryzykuje, ale też nie ma takiej potrzeby. Tym bardziej, że jest w znakomitej formie wokalnej. Tekstowo też trzyma poziom. Album podsumował jako udane i wyważone połączenie starego z nowym, znanego z zaskakującym oraz czadu z liryzmem.
Jacek Cieślak z dziennika „Rzeczpospolita” uznał album Ping pong za zaskakująco dobry i złożony z aluzji do starych przebojów Maanamu. Wyróżnił utwory „Nie jestem czarna i nie jestem biała” oraz „Czarna żmija”. O pierwszym napisał: Szukała miejsca w nowej rzeczywistości. Można odnieść wrażenie, że dylematy tego czasu opisała w jednej z najlepszych piosenek na nowej płycie „Nie jestem biała i nie jestem czarna”: „Zgubiłam język i chęć do działania/Przeszłości nie ma, bo już się przeżyła/Jestem szara, jestem córką kamienia”. Początek piosenki przypomina „Paranoję” i pewnie można uznać to za aluzję do naszych czasów. O drugim napisał: W przygrywkę „Czarnej żmii” wpleciono dźwięki przypominające „Simple Story”. Piosenka jest świetna, dynamiczna. Opisuje ludzi do wynajęcia, którzy zrobią wszystko, by znaleźć się na szczycie. Ponadto docenił, że Korze udało się stworzyć piosenki, które idealnie wpasowały się w stylistykę Maanamu.
Robert Sankowski z „Gazety Wyborczej” stwierdził, że album ten może być nowym otwarciem, choć z pewnością nie jest ucieczką od przeszłości: Nie tylko – co oczywiste – sam głos i teksty Kory, ale też gitarowe riffy, linie melodyczne, aranżacje kolejnych piosenek – wszystko tutaj świetnie wpisuje się w tradycję, którą przez lata wypracował Maanam. Ocenił, że najwięcej nawiązań jest tutaj do płyt Maanamu z lat 90.: Na „Ping pongu” sporo jest stonowanych, utrzymanych w średnich tempach piosenek o miłości – tej metafizycznej i tej jak najbardziej zmysłowej. Przypomina się Maanam z okolic „Róży” czy „Łóżka”. Dostrzegł też jednak rockową stronę albumu: Kora i jej zespół potrafią też skręcić w kierunku mocniejszego gitarowego rocka. W „Jedno słowo wszystko zmienia” kłania się Tom Petty, a klimatyczny „Przepis na szczęście” ma w sobie ducha numerów Stonesów.

## Sprzedaż
Po pierwszym pełnym tygodniu sprzedaży album Ping pong zadebiutował na 16. pozycji oficjalnej listy sprzedaży płyt w Polsce OLiS.
8 lutego 2012 album uzyskał status złotej płyty.

## Lista utworów
1. „Ping pong” – 3:13
2. „Strefa ciszy” – 4:58
3. „Przepis na szczęście” – 5:18
4. „Radiowa fala” – 4:55
5. „Nie jestem biała i nie jestem czarna” – 3:36
6. „Spójrz w oczy chwili” – 3:19
7. „Nigdy nie zamknę drzwi przed tobą” – 4:04
8. „Czarna żmija” – 4:19
9. „Jak narkotyk” – 4:31
10. „Jedno słowo wszystko zmienia” – 3:39

## Skład
- Kora – śpiew
- Mateusz Waśkiewicz – gitara
- Marcin Ciempiel – gitara basowa
- Chris Aiken – perkusja
- Krzysztof Skarżyński – gitara